# Lliga alemanya de futbol 2024-25
La Bundesliga 2024–25 fou la 62a temporada de la 1. Bundesliga, la principal competició de futbol masculí d'Alemanya. La temporada va començar el 23 d'agost de 2024 i va finalitzar el 17 de maig de 2025.
El Bayer Leverkusen era el vigent campió. El 4 de maig de 2025, el Bayern de Múnic es va coronar campió de la Bundesliga per 33a vegada, un rècord (34a vegada en total) amb dos partits per jugar després de l'empat a 2 del Bayer Leverkusen amb el SC Freiburg, i va recuperar el títol de lliga després d'un tercer lloc la temporada anterior.

## Resum de la temporada
La temporada va començar el 23 d'agost de 2024 i va entrar a les vacances d'hivern després de la 15a jornada el 22 de desembre. Amb la 16a jornada, la temporada va continuar el 10 de gener de 2025. La 34a jornada final està programada pel 17 de maig de 2025.
La temporada regular es juga com un torneig de lliga, tots contra tots. Cada equip jugarà un total de 34 partits, meitat a casa i meitat fora.
El calendari de partits es va anunciar el 4 de juliol de 2024.

## Equips
Un total de 18 equips participen a l'edició 2024-25 de la Bundesliga, 16 dels quals van competir a la campanya de lliga durant la temporada anterior, mentre que els dos restants van ascendir de la 2. Bundesliga.

### Canvis d'equip
| Promocionats des de la 2. Bundesliga 2023–24 | Relegats de la Bundesliga 2023–24 |
| -------------------------------------------- | --------------------------------- |
| FC St. Pauli Holstein Kiel                   | 1. FC Köln Darmstadt 98           |

El Holstein Kiel va debutar a la Bundesliga, convertint-se en el 58è club diferent de la Bundesliga  i el primer club de Schleswig-Holstein, i tornant a la màxima categoria alemanya després de 60 anys d'absència. El club també va substituir el  Hansa Rostock com el club més al nord de la història de la lliga.
El FC St. Pauli va tornar a la Bundesliga després d'una absència de tretze anys. Per primera vegada, el FC St. Pauli juga una temporada a un nivell superior al del rival local Hamburger SV.

### Estadis i emplaçaments
| Equip                    | Localització         | Estadi                         | Capacitat | R.     |
| ------------------------ | -------------------- | ------------------------------ | --------- | ------ |
| FC Augsburg              | Augsburg             | WWK Arena                      | 30,660    | [ 7 ]  |
| Union Berlin             | Berlin               | Stadion An der Alten Försterei | 22,012    | [ 8 ]  |
| VfL Bochum               | Bochum               | Vonovia Ruhrstadion            | 26,000    | [ 9 ]  |
| Werder Bremen            | Bremen               | Weserstadion                   | 42,100    | [ 10 ] |
| Borussia Dortmund        | Dortmund             | Signal Iduna Park              | 81,365    | [ 11 ] |
| Eintracht Frankfurt      | Frankfurt            | Deutsche Bank Park             | 58,000    | [ 12 ] |
| SC Freiburg              | Freiburg im Breisgau | Europa-Park Stadion            | 34,700    | [ 13 ] |
| 1. FC Heidenheim         | Heidenheim           | Voith-Arena                    | 15,000    | [ 14 ] |
| TSG Hoffenheim           | Sinsheim             | PreZero Arena                  | 30,150    | [ 15 ] |
| Holstein Kiel            | Kiel                 | Holstein-Stadion               | 15,034    | [ 16 ] |
| RB Leipzig               | Leipzig              | Red Bull Arena                 | 47,800    | [ 17 ] |
| Bayer Leverkusen         | Leverkusen           | BayArena                       | 30,210    | [ 18 ] |
| Mainz 05                 | Mainz                | Mewa Arena                     | 33,305    | [ 19 ] |
| Borussia Mönchengladbach | Mönchengladbach      | Borussia-Park                  | 54,042    | [ 20 ] |
| FC Bayern de Múnic       | Múnic                | Allianz Arena                  | 75,000    | [ 21 ] |
| FC St. Pauli             | Hamburg              | Millerntor-Stadion             | 29,546    | [ 22 ] |
| VfB Stuttgart            | Stuttgart            | MHPArena                       | 60,058    | [ 23 ] |
| VfL Wolfsburg            | Wolfsburg            | Volkswagen Arena               | 28,917    | [ 24 ] |

### Personal i equipacions
| Equip                    | Entrenador        | Capità              | Fabricant de l'equipació | Espònsor de la samarreta                     | Espònsor de la samarreta                               |
| Equip                    | Entrenador        | Capità              | Fabricant de l'equipació | Front                                        | Màniga                                                 |
| ------------------------ | ----------------- | ------------------- | ------------------------ | -------------------------------------------- | ------------------------------------------------------ |
| FC Augsburg              | Jess Thorup       | Jeffrey Gouweleeuw  | Mizuno                   | WWK Versicherung                             | Siegmund                                               |
| Union Berlin             | Steffen Baumgart  | Christopher Trimmel | Adidas                   | None                                         | JD Sports                                              |
| VfL Bochum               | Dieter Hecking    | Anthony Losilla     | Mizuno                   | Vonovia                                      | MTEL Germany / Herbert Grönemeyer (en partits de copa) |
| Werder Bremen            | Ole Werner        | Marco Friedl        | Hummel                   | Matthäi                                      | Ammerländer / HARALD PIHL (en partits de copa)         |
| Borussia Dortmund        | Niko Kovač        | Emre Can            | Puma                     | 1&amp;1 / Evonik (en partits de copa i UEFA) | GLS Group / Pluto TV (in cup and UEFA matches)         |
| Eintracht Frankfurt      | Dino Toppmöller   | Kevin Trapp         | Nike                     | Indeed.com                                   | Elotrans reload                                        |
| SC Freiburg              | Julian Schuster   | Christian Günter    | Nike                     | JobRad                                       | Lexware                                                |
| 1. FC Heidenheim         | Frank Schmidt     | Patrick Mainka      | Puma                     | MHP                                          | Voith                                                  |
| TSG Hoffenheim           | Christian Ilzer   | Oliver Baumann      | Joma                     | SAP                                          | hep global                                             |
| Holstein Kiel            | Marcel Rapp       | Lewis Holtby        | Puma                     | Famila                                       | Lotto Schleswig-Holstein                               |
| RB Leipzig               | Marco Rose        | Willi Orbán         | Puma                     | Red Bull                                     | IHG Hotels &amp; Resorts                               |
| Bayer Leverkusen         | Xabi Alonso       | Lukas Hradecky      | Castore                  | Barmenia Versicherungen                      | Niedax / Talcid (en partits de copa)                   |
| Mainz 05                 | Bo Henriksen      | Silvan Widmer       | Jako                     | Kömmerling                                   | iDM                                                    |
| Borussia Mönchengladbach | Gerardo Seoane    | Jonas Omlin         | Puma                     | Reuter Gruppe                                | Sonepar                                                |
| Bayern Munich            | Vincent Kompany   | Manuel Neuer        | Adidas                   | Deutsche Telekom                             | Allianz / Audi (en partits de copa i UEFA)             |
| FC St. Pauli             | Alexander Blessin | Jackson Irvine      | Puma                     | Congstar                                     | Astra Brauerei                                         |
| VfB Stuttgart            | Sebastian Hoeneß  | Atakan Karazor      | Jako                     | Winamax                                      | hep solar                                              |
| VfL Wolfsburg            | Ralph Hasenhüttl  | Maximilian Arnold   | Nike                     | Volkswagen                                   | Linglong Tire                                          |

### Canvis d'entrenador
| Equip             | Entrenador sortint                    | Manera                            | Data de sortida  | Data de sortida  | Posició a la taula | Entrenador entrant                    | Data d'entrada   | Data d'entrada   | Ref.          |
| Equip             | Entrenador sortint                    | Manera                            | Anunciat el      | Sortida el       | Posició a la taula | Entrenador entrant                    | Anunciat el      | Arribada el      | Ref.          |
| ----------------- | ------------------------------------- | --------------------------------- | ---------------- | ---------------- | ------------------ | ------------------------------------- | ---------------- | ---------------- | ------------- |
| Bayern Munich     | Thomas Tuchel                         | Acord mutu                        | 21 febrer 2024   | 30 juny 2024     | Pretemporada       | Vincent Kompany                       | 29 maig 2024     | 1 juliol 2024    | [ 29 ] [ 30 ] |
| SC Freiburg       | Christian Streich                     | Acord mutu                        | 18 març 2024     | 30 juny 2024     | Pretemporada       | Julian Schuster                       | 22 març 2024     | 1 juliol 2024    | [ 31 ] [ 32 ] |
| VfL Bochum        | Heiko Butscher (interí)               | Fi de l'interinatge               | 9 abril 2024     | 30 juny 2024     | Pretemporada       | Peter Zeidler                         | 3 juny 2024      | 1 juliol 2024    | [ 33 ]        |
| Union Berlin      | Marco Grote (interí)                  | Fi de l'interinatge               | 6 maig 2024      | 30 juny 2024     | Pretemporada       | Bo Svensson                           | 23 maig 2024     | 1 juliol 2024    | [ 34 ]        |
| Borussia Dortmund | Edin Terzić                           | Acord mutu                        | 13 juny 2024     | 30 juny 2024     | Pretemporada       | Nuri Şahin                            | 14 juny 2024     | 1 juliol 2024    | [ 35 ] [ 36 ] |
| FC St. Pauli      | Fabian Hürzeler                       | Fitxat pel Brighton & Hove Albion | 15 juny 2024     | 30 juny 2024     | Pretemporada       | Alexander Blessin                     | 27 juny 2024     | 1 juliol 2024    | [ 37 ] [ 38 ] |
| VfL Bochum        | Peter Zeidler                         | Cessat                            | 20 octubre 2024  | 20 octubre 2024  | 18è                | Markus Feldhoff / Murat Ural (interí) | 21 octubre 2024  | 21 octubre 2024  | [ 39 ] [ 40 ] |
| VfL Bochum        | Markus Feldhoff / Murat Ural (interí) | Fi de l'interinatge               | 4 novembre 2024  | 4 novembre 2024  | 18è                | Dieter Hecking                        | 4 novembre 2024  | 4 novembre 2024  | [ 41 ]        |
| TSG Hoffenheim    | Pellegrino Matarazzo                  | Cessat                            | 11 novembre 2024 | 11 novembre 2024 | 15è                | Christian Ilzer                       | 15 novembre 2024 | 15 novembre 2024 | [ 42 ] [ 43 ] |
| Union Berlin      | Bo Svensson                           | Cessat                            | 27 desembre 2024 | 27 desembre 2024 | 12è                | Steffen Baumgart                      | 30 desembre 2024 | 2 gener 2025     | [ 44 ] [ 45 ] |
| Borussia Dortmund | Nuri Şahin                            | Cessat                            | 22 gener 2025    | 22 gener 2025    | 10è                | Mike Tullberg (interí)                | 22 gener 2025    | 22 gener 2025    | [ 46 ] [ 47 ] |
| Borussia Dortmund | Mike Tullberg (interí)                | Fi de l'interinatge               | 30 gener 2025    | 2 febrer 2025    | 10è                | Niko Kovač                            | 30 gener 2025    | 2 febrer 2025    | [ 48 ]        |

## Taula de classificació
| Pos | Equip                    | PJ | PG | PE | PP | GF | GC | DG  | Pts | Classificació o descens                 |
| --- | ------------------------ | -- | -- | -- | -- | -- | -- | --- | --- | --------------------------------------- |
| 1   | Bayern de Múnic (Y)      | 26 | 19 | 5  | 2  | 75 | 24 | +51 | 62  | Classificat per la Champions League     |
| 2   | Bayer Leverkusen         | 27 | 17 | 8  | 2  | 62 | 34 | +28 | 59  | Classificat per la Champions League     |
| 3   | Mainz 05                 | 26 | 13 | 6  | 7  | 44 | 28 | +16 | 45  | Classificat per la Champions League     |
| 4   | Eintracht Frankfurt      | 26 | 13 | 6  | 7  | 54 | 40 | +14 | 45  | Classificat per la Champions League     |
| 5   | RB Leipzig               | 26 | 11 | 9  | 6  | 41 | 33 | +8  | 42  | Classificat per l'Europa League         |
| 6   | SC Freiburg              | 26 | 12 | 6  | 8  | 36 | 38 | −2  | 42  | Classificat per la Conference League    |
| 7   | Borussia Mönchengladbach | 26 | 12 | 4  | 10 | 43 | 40 | +3  | 40  |                                         |
| 8   | VfL Wolfsburg            | 26 | 10 | 8  | 8  | 49 | 40 | +9  | 38  |                                         |
| 9   | FC Augsburg              | 26 | 10 | 8  | 8  | 29 | 35 | −6  | 38  |                                         |
| 10  | VfB Stuttgart            | 26 | 10 | 7  | 9  | 47 | 43 | +4  | 37  |                                         |
| 11  | Borussia Dortmund        | 26 | 10 | 5  | 11 | 45 | 41 | +4  | 35  |                                         |
| 12  | Werder Bremen            | 26 | 9  | 6  | 11 | 40 | 53 | −13 | 33  |                                         |
| 13  | Union Berlin             | 26 | 7  | 6  | 13 | 23 | 39 | −16 | 27  |                                         |
| 14  | TSG Hoffenheim           | 26 | 6  | 8  | 12 | 32 | 48 | −16 | 26  |                                         |
| 15  | FC St. Pauli             | 26 | 7  | 4  | 15 | 20 | 30 | −10 | 25  |                                         |
| 16  | VfL Bochum               | 27 | 5  | 5  | 17 | 28 | 55 | −27 | 20  | Classificat per la play-offs de descens |
| 17  | 1. FC Heidenheim         | 26 | 5  | 4  | 17 | 31 | 52 | −21 | 19  | Descens a la 2. Bundesliga              |
| 18  | Holstein Kiel            | 26 | 4  | 5  | 17 | 38 | 64 | −26 | 17  | Descens a la 2. Bundesliga              |

1. ↑  Els guanyadors de la DFB-Pokal 2024–25 també es classifiquen per a l'etapa de la Lliga Europa (o l'equip sisè si els guanyadors de la DFB-Pokal acaben entre els cinc primers de la Bundesliga). Si els guanyadors de la DFB-Pokal acaben entre els sis primers de la Bundesliga, el lloc de la Lliga Conferència passarà a l'equip setè classificat.

## Estadístiques

### Màxims golejadors
A 16 març 2025 
| Classificació | Jugador           | Club                     | Gols |
| ------------- | ----------------- | ------------------------ | ---- |
| 1             | Harry Kane        | FC Bayern de Múnic       | 21   |
| 2             | Patrik Schick     | Bayer Leverkusen         | 17   |
| 3             | Jonathan Burkardt | Maguncia 05              | 15   |
| 3             | Tim Kleindienst   | Borussia Mönchengladbach | 15   |
| 3             | Omar Marmoush     | Eintracht Frankfurt      | 15   |
| 6             | Serhou Guirassy   | Borussia Dortmund        | 14   |
| 7             | Hugo Ekitiké      | Eintracht Frankfurt      | 13   |
| 8             | Jamal Musiala     | Bayern de Múnic          | 11   |
| 9             | Mohamed Amora     | VfL Wolfsburg            | 10   |
| 9             | Ermedin Demirović | VfB Stuttgart            | 10   |
| 9             | Benjamin Šeško    | RB Leipzig               | 10   |

### Hat-tricks
| Jugador               | Club                     | Against                  | Result  | Data             |
| --------------------- | ------------------------ | ------------------------ | ------- | ---------------- |
| Andrej Kramarić       | TSG Hoffenheim           | Holstein Kiel            | 3–2 (H) | 24 agost 2024    |
| Harry Kane            | FC Bayern de Múnic       | Holstein Kiel            | 6–1 (A) | 14 setembre 2024 |
| Jens Stage            | Werder Bremen            | TSG Hoffenheim           | 4–3 (A) | 29 setembre 2024 |
| Harry Kane            | Bayern Munich            | VfB Stuttgart            | 4–0 (H) | 19 octubre 2024  |
| Harry Kane            | Bayern Munich            | FC Augsburg              | 3–0 (H) | 22 novembre 2024 |
| Patrik Schick         | Bayer Leverkusen         | 1. FC Heidenheim         | 5–2 (H) | 23 novembre 2024 |
| Patrik Schick4        | Bayer Leverkusen         | SC Freiburg              | 5–1 (H) | 21 desembre 2024 |
| Myron Boadu           | VfL Bochum               | RB Leipzig               | 3–3 (H) | 18 gener 2025    |
| Alexis Claude-Maurice | FC Augsburg              | Borussia Mönchengladbach | 3–0 (A) | 22 febrer 2025   |
| Serhou Guirassy4      | Borussia Dortmund        | Union Berlin             | 6–0 (H) | 22 febrer 2025   |
| Alassane Pléa         | Borussia Mönchengladbach | Werder Bremen            | 4–2 (A) | 15 març 2025     |

## Premis

### Premis mensuals
| Month     | Player of the Month | Player of the Month | Rookie of the Month | Rookie of the Month      | Goal of the Month   | Goal of the Month  | Ref.                 |
| Month     | Jugador             | Club                | Jugador             | Club                     | Jugador             | Club               | Ref.                 |
| --------- | ------------------- | ------------------- | ------------------- | ------------------------ | ------------------- | ------------------ | -------------------- |
| August    | Victor Boniface     | Bayer Leverkusen    | N/D                 | N/D                      | Thomas Müller       | FC Bayern de Múnic | [ 51 ] [ 52 ] [ 53 ] |
| September | Omar Marmoush       | Eintracht Frankfurt | Kauã Santos         | Eintracht Frankfurt      | Aleksandar Pavlović | FC Bayern de Múnic | [ 51 ] [ 52 ] [ 53 ] |
| October   | Harry Kane          | Bayern Munich       | Michael Olise       | Bayern Munich            | Kingsley Coman      | FC Bayern de Múnic | [ 51 ] [ 52 ] [ 53 ] |
| novembre  | Omar Marmoush       | Eintracht Frankfurt | Nathaniel Brown     | Eintracht Frankfurt      | Jamal Musiala       | FC Bayern de Múnic | [ 51 ] [ 52 ] [ 53 ] |
| December  | Florian Wirtz       | Bayer Leverkusen    | Nathaniel Brown     | Eintracht Frankfurt      | Joshua Kimmich      | FC Bayern de Múnic | [ 51 ] [ 52 ] [ 53 ] |
| January   | Florian Wirtz       | Bayer Leverkusen    | Chrislain Matsima   | FC Augsburg              | Florian Wirtz       | Bayer Leverkusen   | [ 51 ] [ 52 ] [ 53 ] |
| February  | Serhou Guirassy     | Borussia Dortmund   | Lukas Ullrich       | Borussia Mönchengladbach | Jamal Musiala       | Bayern Munich      | [ 51 ] [ 52 ] [ 53 ] |